# Schmatzin
Schmatzin település Németországban, Mecklenburg-Elő-Pomeránia tartományban. Lakosainak száma 290 fő (2023. december 31.).

## Népesség
A település népességének változása:
| Lakosok száma | 283  | 275  | 289  | 295  | 290  |
|               | 2017 | 2019 | 2021 | 2022 | 2023 |